# オートクローム

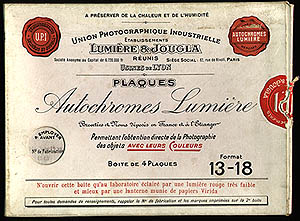
オートクロームの外箱。使用期限は1923年と書かれている。

オートクローム（Autochrome Lumière）は最初期のカラー写真技法である。
オートクロームはフランスのリュミエール兄弟によって発明され、1903年に特許を取得した。1907年に写真乾板の形式で一般に販売が開始された。
ドイツのアグフア（のちのアグフア・ゲバルト）が1916年に染色したアラビアゴムの細粒で作られたフィルターを使用する「アグフア・ファルベン・プラッテン」を発明するまでは市場における唯一のカラー乾板だった。また、コダックがコダクロームを販売する1930年代までは市場においては主要なカラー写真の手法の1つであった（競合する手法にはロシアのセルゲイ・プロクディン・ゴルスキーのものがあった）。
原板は三原色に染色したデンプンの細粒を適当な割合に混合してガラス板上に撒布し、ニス加工をした上にパンクロ乳剤を塗布して製作する。撮影はガラス面を被写体に向けて行なう。現像は反転現像で行う。
あまり普及はしなかったが、フランスの銀行家アルベール・カーンがこの製版方法で72,000枚にもおよぶカラー写真を世界各地で撮影させ、20世紀初頭の世界を記録した重要資料として現在も残っている。

## ギャラリー

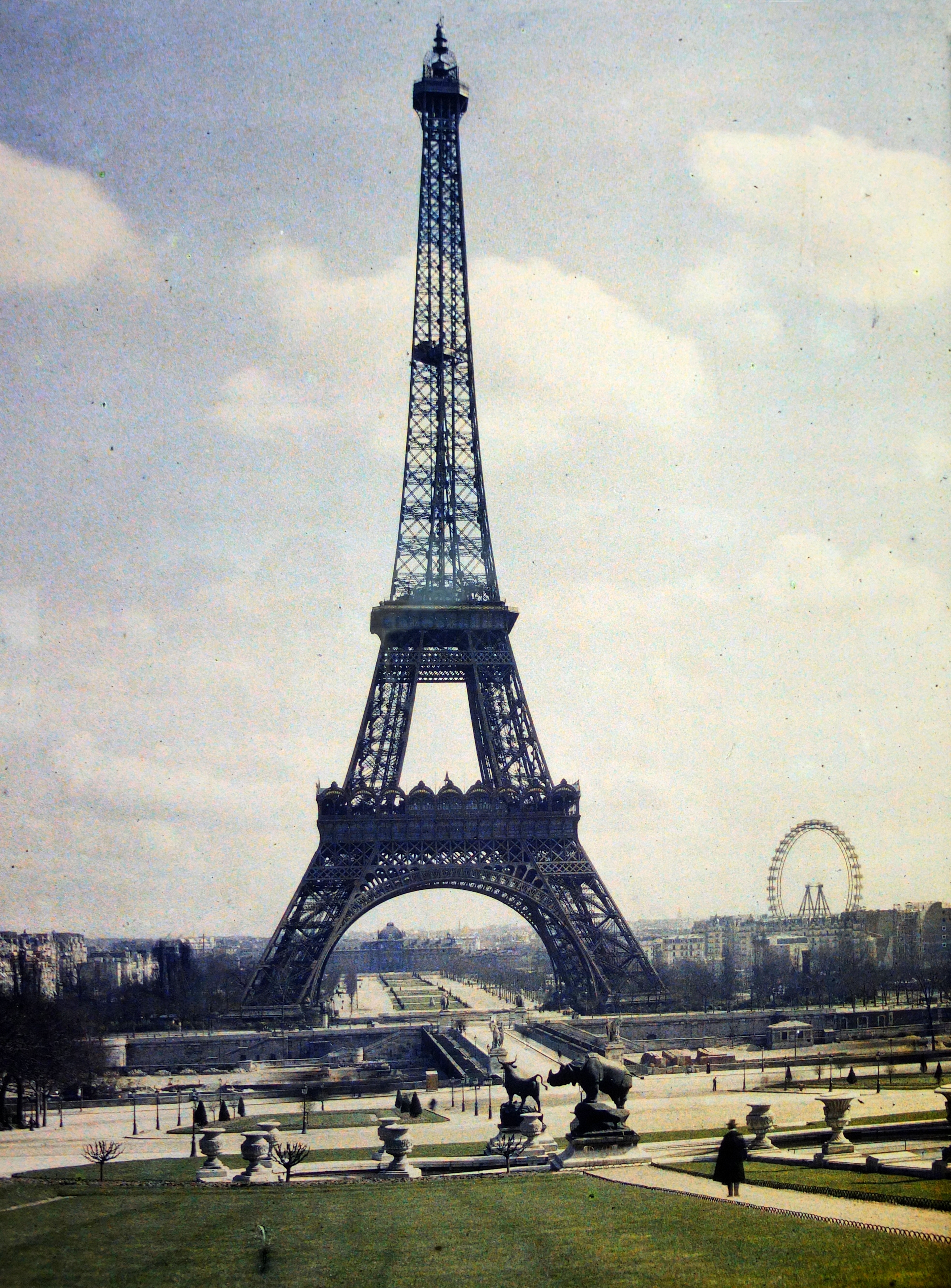
エッフェル塔（1914年）
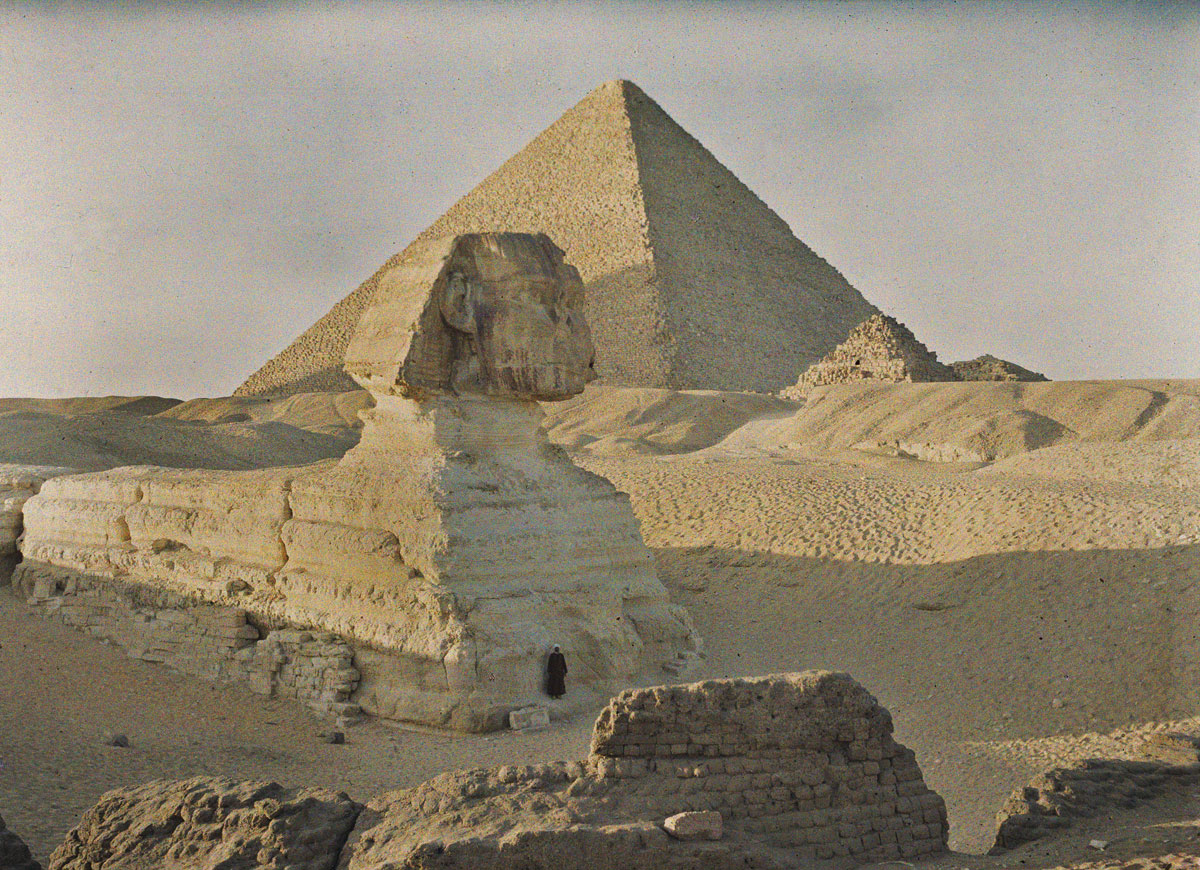
ギザの大スフィンクスとカフラー王のピラミッド（1914年）
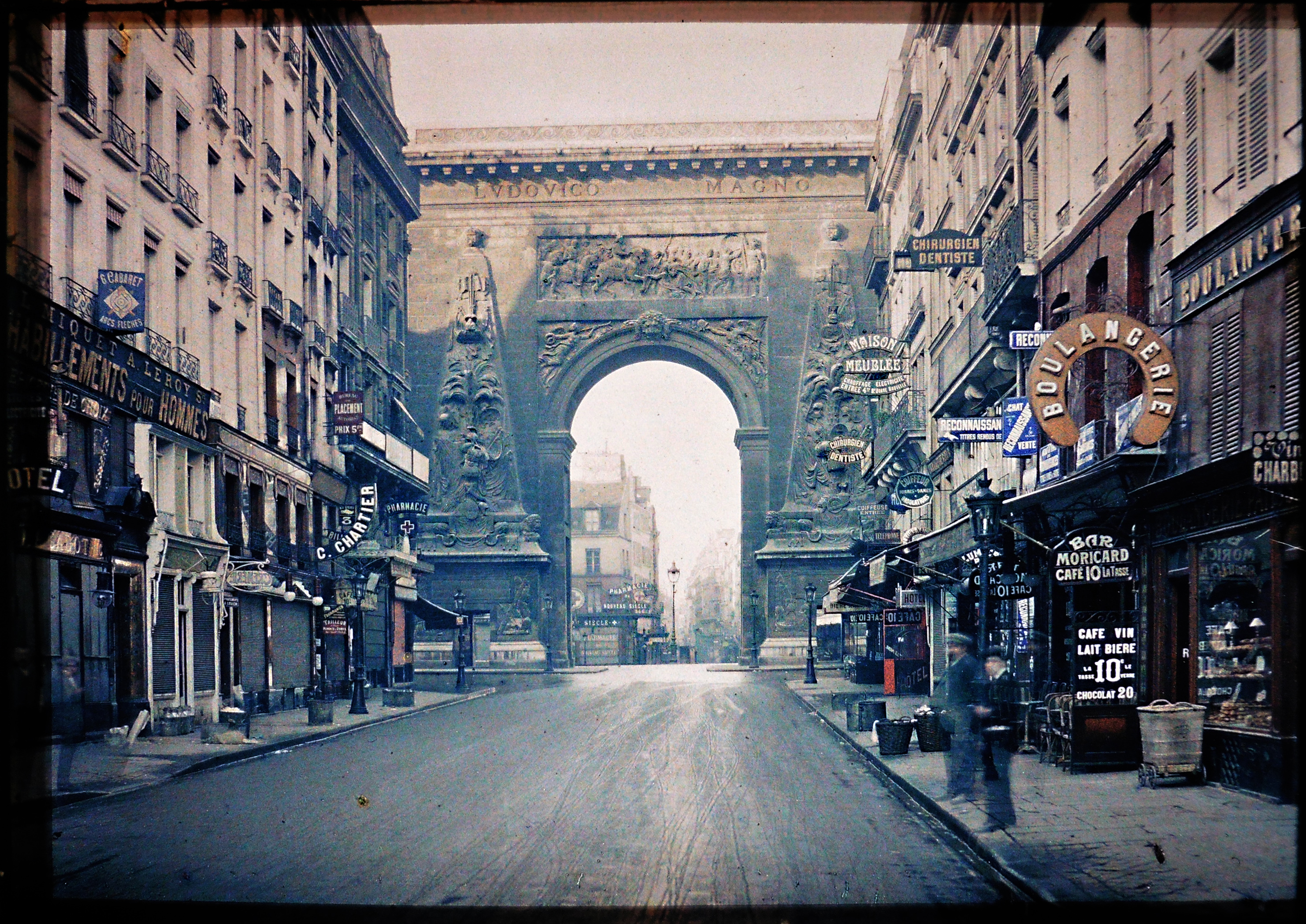
パリ10区のサン＝ドニ門（英語版）（1914年）
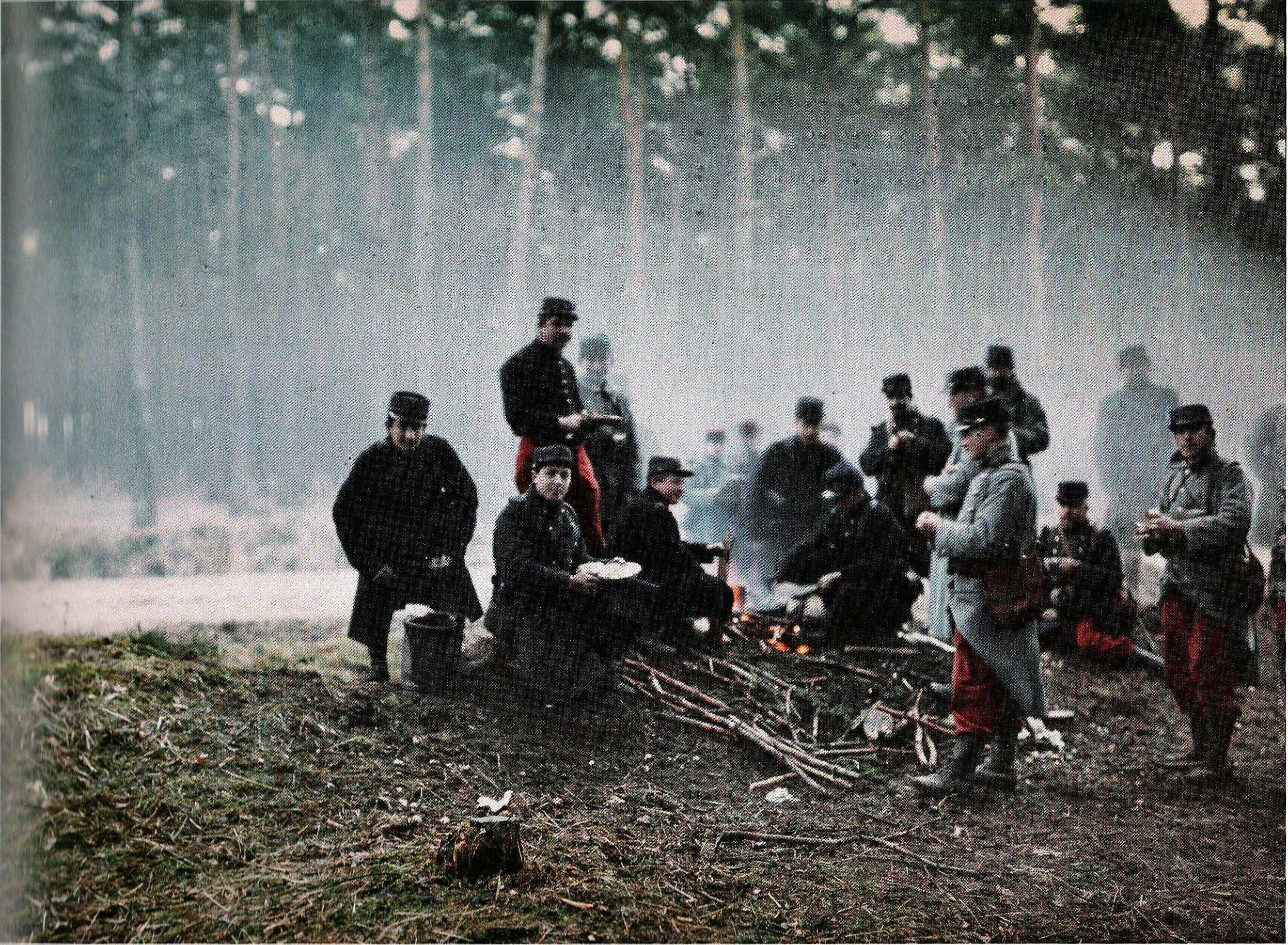
マルヌ会戦中、森で休憩するフランス兵（1915年）
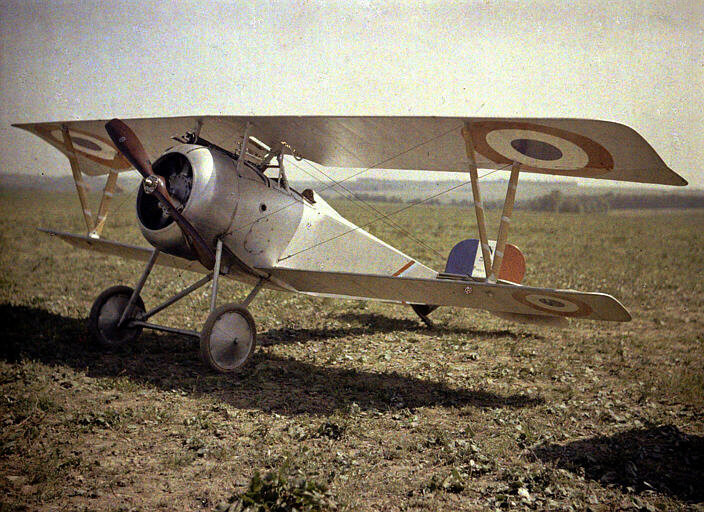
オートクロームで撮影されたニューポール 17 C.1（1917年）
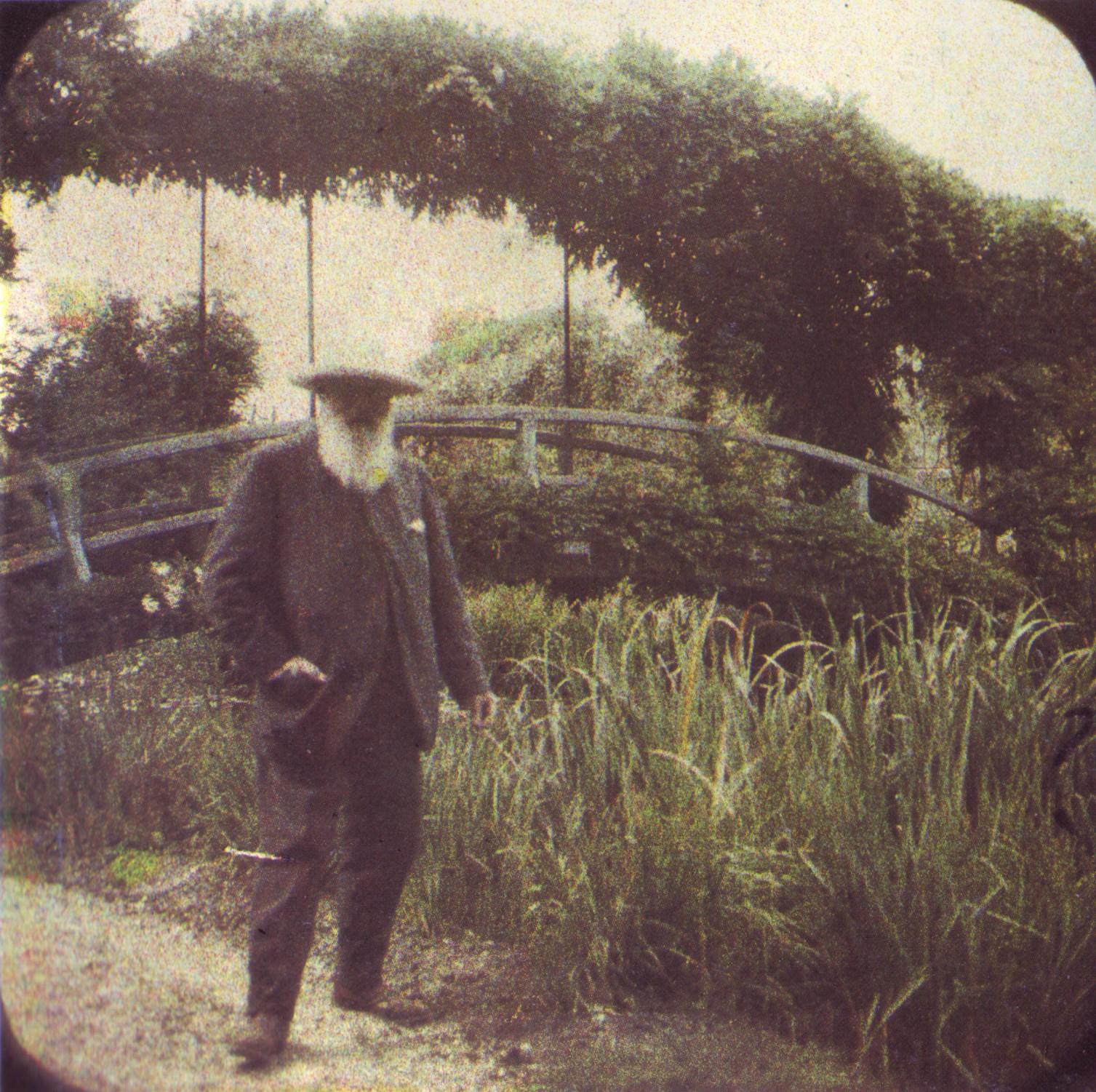
クロード・モネ（1917年）
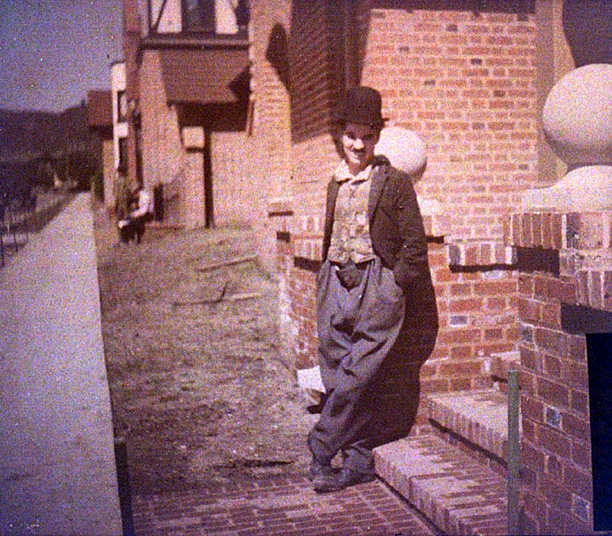
チャールズ・チャップリン（1917年～1918年頃）
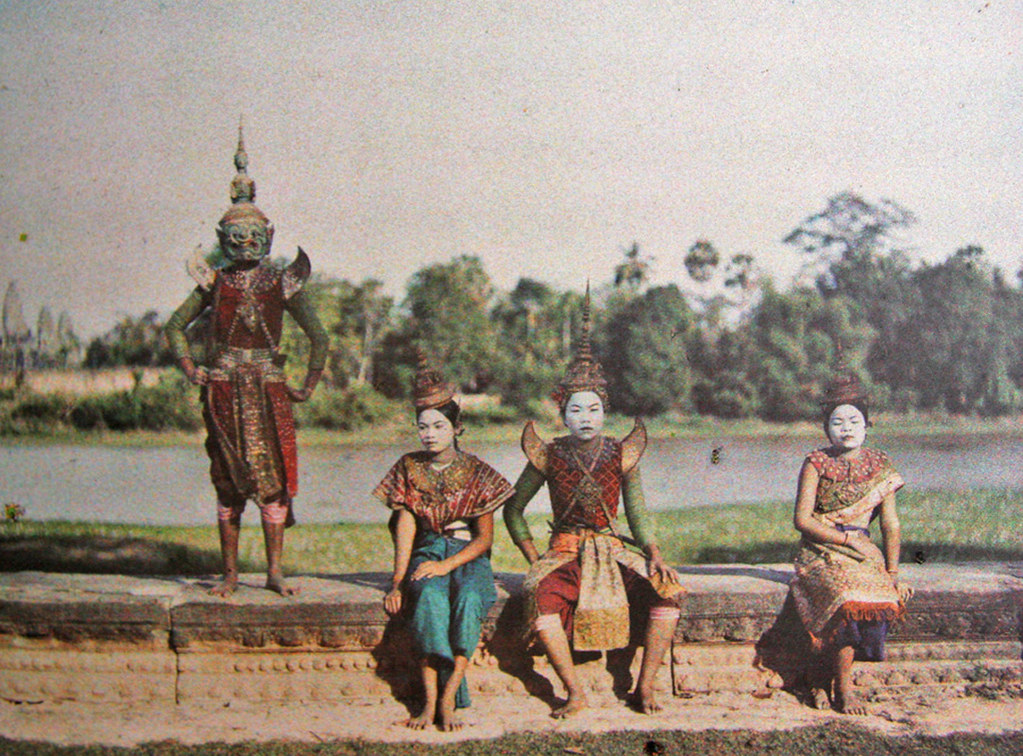
カンボジアの古典舞踊（1918年～1921年頃）
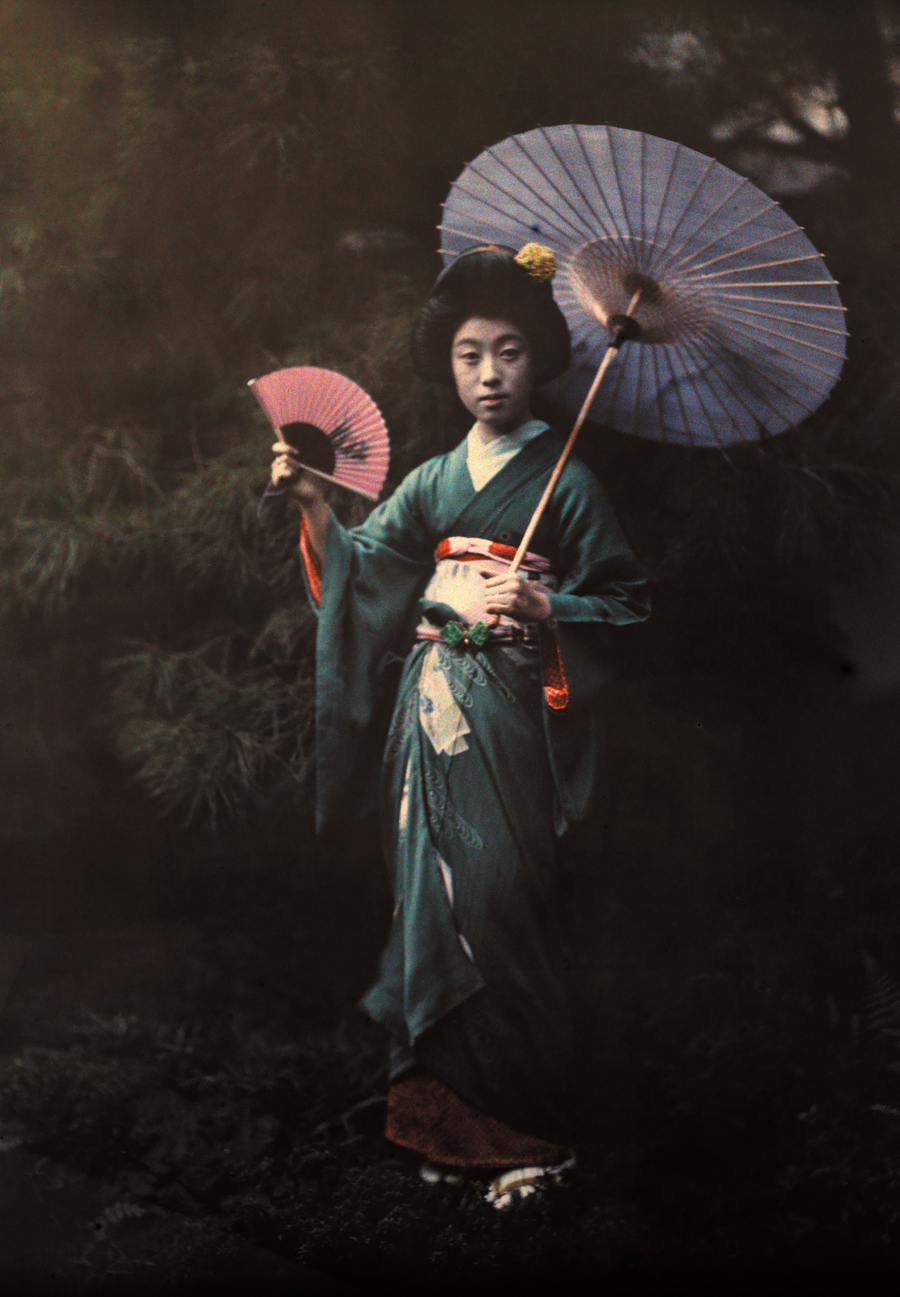
京都の芸者（1927年）